# Mar de Scotia

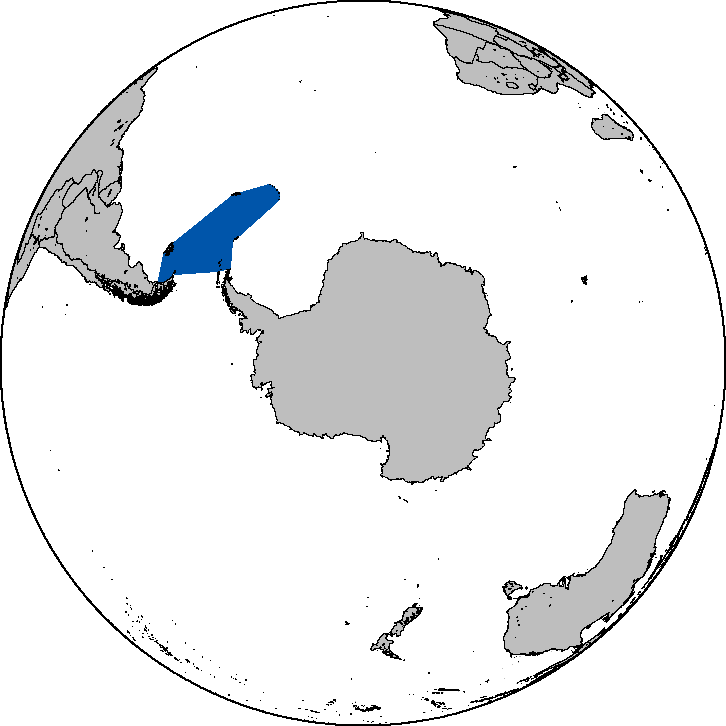
Posição da Mar de Scotia

O Mar de Scotia (57° 30′ S, 40° 00′ O) é limitado pela Terra do Fogo, pelas ilhas Falkland, Geórgia do Sul, Sandwich do Sul e ilhas Órcades do Sul, a Península Antártica e as ilhas Shetland do Sul.  O mar é cortado pela Convergência Antártica no sentido sudoeste até nordeste, sendo que uma parte fica situada no Oceano Atlântico e outra no Oceano Antártico.  O Mar de Scotia foi nomeado em homenagem ao navio Scotia, da Expedição Antártica Escocesa, comandado por William Bruce entre 1902 a 1904.
Em 1916, Sir Ernest Shackleton cruzou o Mar de Scotia a bordo do barco James Caird até alcançar na ilha Geórgia do Sul, para organizar o salvamento bem sucedido dos membros de sua expedição, encalhada nos ilhas Shetland do Sul. O episódio ficou marcado na história do Mar de Scotia como um dos resgates mais notáveis utilizando-se de pequenos barcos.

## Mapa

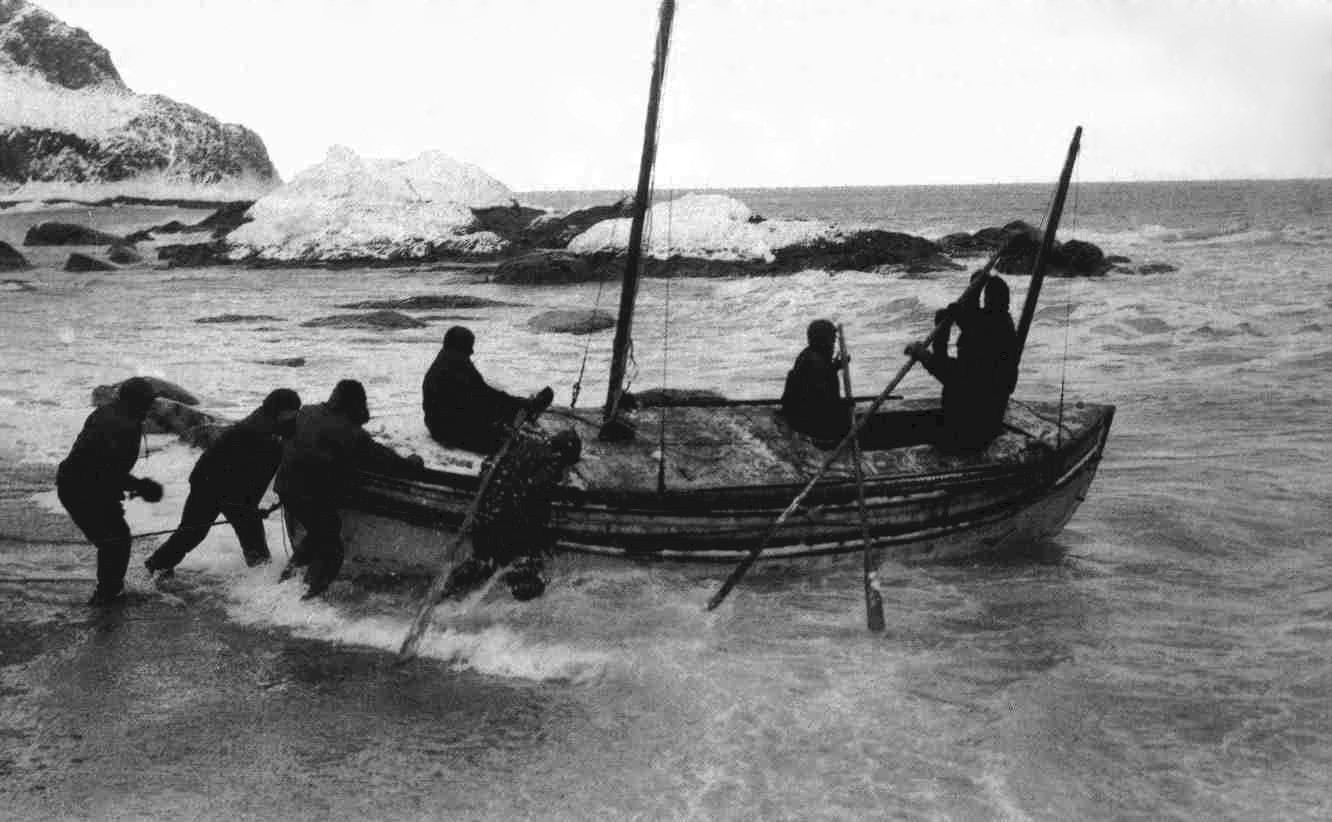
Zarpando o barco James Caird da baía da ilha Elefante, no dia 24 de abril de 1916

- «Mapa da Mar de Scotia»